# Alfio Basile
Alfio Basile (Bahía Blanca, 1943. november 1. –) válogatott argentin labdarúgó, edző.

## Pályafutása

### Klubcsapatban
1964 és 1970 között a Racing Club csapatában játszott, melynek színeiben 1966-ban bajnoki címet, 1967-ben Copa América és interkontinentális kupa győzelmet szerzett. 1971 és 1975 között a Huracán játékosa volt. César Luis Menotti irányításával 1973-ban megszerezték a Metropolitano bajnoki címet.

### A válogatottban
1968 és 1973 között 8 alkalommal játszott az argentin válogatottban és 1 gólt szerzett.

### Edzőként
Miután befejezte a játékospályafutását, edzősködésbe kezdett. Több csapatnál is dolgozott az 1970-es és az 1980-as években, melyek a következők voltak: Chacarita Juniors, Rosario Central, Racing Club, Racing de Córdoba, Instituto, Huracán, az uruguayi Nacional, Talleres de Córdoba és a Vélez Sarsfield.
Edzőként az első komolyabb eredményeit az argentin válogatott szövetségi kapitányaként érte el. Első időszakában 1991 és 1994 között a nemzeti csapattal megnyerte az 1991-es és az 1993-as Copa Américát, az 1992-es konföderációs kupát és az Artemio Franchi-trófeát. Ezalatt a válogatottat kijuttatta az 1994-es világbajnokságra, bár a Kolumbia elleni hazai 5–0-s megsemmisítő vereség miatt pótselejtezőt kellett játszaniuk Ausztrália ellen. Ekkor hívta be ismét a nemzeti csapatba Diego Maradonat. A világbajnokságon a nyolcaddöntőig jutottak, ahol Románia ellen vereséget szenvedtek és kiestek. Mindez nagy csalódást keltett és a torna után távozott. Ismét klubcsapatokat irányított: Atlético Madrid, Racing Club, San Lorenzo, Club América, Colón.
2005 júliusában kinevezték a Boca Juniors élére, mellyel megnyerte a 2005-ös Copa Sudamericanát, a 2005-ös Aperturat, a 2006-os Clausurat, illetve a 2005-ös Recopa Sudamericanát. 
2006 júliusában második időszakát kezdte meg a válogatott irányításával, ahol José Pékermant váltotta a kapitányi poszton. Mielőtt elkezdte volna az új munkáját, még egy ideig maradt a Boca Juniorsnál, mellyel megnyerte a 2006-os Recopa Sudamericanat is a São Paulo legyőzésével. A 2007-es Copa Américan a döntőig vezette a nemzeti csapatot, ahol 3–0-s vereséget szenvedtek Brazília ellen. 
2008. október 16-án a Chile ellen elveszített világbajnoki selejtező után menesztették posztjáról, a helyét Diego Maradona vette át.
2009. július 1-jén visszatért a Boca Juniorshoz és három évre írt alá. Azonban a gyenge eredmények miatt, –különösképp, hogy lemaradtak a 2010-es Libertadores kupáról– 2010. január 21-én távoznia kellett.
2011. december 26-án újból a Racing Club irányítását kapta meg, ahol Diego Simeonét váltotta. Egy évvel később lemondott egy fegyveres incidens miatt. Történt ugyanis, hogy az Independiente ellen 4–1 arányban elveszített rangadó után a piros lapot kapó Teófilo Gutiérrez pisztollyal fenyegette meg az őt kritizáló csapattársakat. A történtekről Basile csak annyit közölt, ezek a jelenetek példátlanok voltak a korábbi pályafutásához és inkább úgy döntött lemond.

## Sikerei, díjai

### Játékosként
Racing Club
- Argentin bajnok (1): 1966
- Copa Libertadores (1): 1967
- Interkontinentális kupa (1): 1967

Huracán
- Argentin bajnok (1): 1973 Metropolitano

### Edzőként
Racing Club
- Supercopa Sudamericana (1): 1988

Argentína
- Copa América (2): 1991, 1993
- Konföderációs kupa (1): 1992
- Artemio Franchi-trófea (1): 1993

Boca Juniors
- Argentin bajnok (2): 2005 Apertura, 2006 Clausura
- Copa Sudamericana (1): 2005
- Recopa Sudamericana (2): 2005, 2006

## Külső hivatkozások
- Alfio Basile – a FIFA adatbázisában
- Alfio Basile adatlapja a National-Football-Teams.com oldalon (angolul)

- Alfio Basile (francia, angol nyelven). FootballDatabase.eu